# Ana-Marija Begić
Ana-Marija Begić (Spalato, 17 gennaio 1994) è una cestista croata.

## Carriera
Con la Croazia ha disputato due edizioni dei Campionati europei (2015, 2021).